# IHL 1988/89
Die Saison 1988/89 war die 44. reguläre Saison der International Hockey League. Während der regulären Saison bestritten die zehn Teams jeweils 82 Spiele. In den Play-offs setzten sich die Muskegon Lumberjacks durch und gewannen den zweiten Turner Cup in ihrer Vereinsgeschichte.

## Teamänderungen
Folgende Änderungen wurden vor Beginn der Saison vorgenommen:
- Die Colorado Rangers änderten ihren Namen in Denver Rangers.
- Die Indianapolis Ice wurden als Expansionsteam in die Liga aufgenommen.

## Reguläre Saison

### Abschlusstabelle
Abkürzungen: GP = Spiele, W = Siege, L = Niederlagen, T = Unentschieden, OTL = Niederlage nach Overtime, GF = Erzielte Tore, GA = Gegentore, Pts = Punkte
| East Division        | GP | W  | L  | T | OTL | GF  | GA  | Pts |
| -------------------- | -- | -- | -- | - | --- | --- | --- | --- |
| Muskegon Lumberjacks | 82 | 57 | 18 | 0 | 7   | 433 | 308 | 121 |
| Saginaw Hawks        | 82 | 46 | 26 | 0 | 10  | 378 | 294 | 102 |
| Fort Wayne Komets    | 82 | 46 | 30 | 0 | 6   | 293 | 274 | 98  |
| Kalamazoo Wings      | 82 | 39 | 36 | 0 | 7   | 345 | 350 | 85  |
| Flint Spirits        | 82 | 22 | 54 | 0 | 6   | 287 | 428 | 50  |

| West Division           | GP | W  | L  | T | OTL | GF  | GA  | Pts |
| ----------------------- | -- | -- | -- | - | --- | --- | --- | --- |
| Salt Lake Golden Eagles | 82 | 56 | 22 | 0 | 4   | 369 | 294 | 116 |
| Milwaukee Admirals      | 82 | 54 | 23 | 0 | 5   | 399 | 323 | 113 |
| Denver Rangers          | 82 | 33 | 42 | 0 | 7   | 323 | 394 | 73  |
| Peoria Rivermen         | 82 | 31 | 42 | 0 | 9   | 339 | 383 | 71  |
| Indianapolis Ice        | 82 | 26 | 54 | 0 | 2   | 312 | 430 | 54  |

## Turner-Cup-Playoffs
| Turner-Cup-Viertelfinale | Turner-Cup-Viertelfinale | Turner-Cup-Viertelfinale |    |                         | Turner-Cup-Halbfinale | Turner-Cup-Halbfinale | Turner-Cup-Halbfinale |  |  | Turner-Cup-Finale | Turner-Cup-Finale | Turner-Cup-Finale |
|                          |                          |                          |    |                         |                       |                       |                       |  |  |                   |                   |                   |
| E1                       | Muskegon Lumberjacks     | 4                        |    |                         |                       |                       |                       |  |  |                   |                   |                   |
| W4                       | Peoria Rivermen          | 0                        |    |                         |                       |                       |                       |  |  |                   |                   |                   |
| W4                       | Peoria Rivermen          | 0                        | E1 | Muskegon Lumberjacks    | 4                     |                       |                       |  |  |                   |                   |                   |
|                          |                          |                          | E1 | Muskegon Lumberjacks    | 4                     |                       |                       |  |  |                   |                   |                   |
|                          | E3                       | Fort Wayne Komets        | 1  |                         |                       |                       |                       |  |  |                   |                   |                   |
| E2                       | E3                       | Fort Wayne Komets        | 1  | Saginaw Hawks           | 2                     |                       |                       |  |  |                   |                   |                   |
| E2                       |                          |                          |    | Saginaw Hawks           | 2                     |                       |                       |  |  |                   |                   |                   |
| E3                       | Fort Wayne Komets        | 4                        |    |                         |                       |                       |                       |  |  |                   |                   |                   |
| E3                       | Fort Wayne Komets        | 4                        | E1 | Muskegon Lumberjacks    | 4                     |                       |                       |  |  |                   |                   |                   |
|                          |                          |                          |    | Muskegon Lumberjacks    | 4                     |                       |                       |  |  |                   |                   |                   |
|                          | W1                       | Salt Lake Golden Eagles  | 1  |                         |                       |                       |                       |  |  |                   |                   |                   |
| W1                       | W1                       | Salt Lake Golden Eagles  | 1  | Salt Lake Golden Eagles | 4                     |                       |                       |  |  |                   |                   |                   |
| W1                       |                          |                          |    | Salt Lake Golden Eagles | 4                     |                       |                       |  |  |                   |                   |                   |
| W3                       | Denver Rangers           | 0                        |    |                         |                       |                       |                       |  |  |                   |                   |                   |
| W3                       | Denver Rangers           | 0                        | W1 | Salt Lake Golden Eagles | 4                     |                       |                       |  |  |                   |                   |                   |
|                          |                          |                          | W1 | Salt Lake Golden Eagles | 4                     |                       |                       |  |  |                   |                   |                   |
|                          | W2                       | Milwaukee Admirals       | 1  |                         |                       |                       |                       |  |  |                   |                   |                   |
| W2                       | W2                       | Milwaukee Admirals       | 1  | Milwaukee Admirals      | 4                     |                       |                       |  |  |                   |                   |                   |
| W2                       |                          |                          |    | Milwaukee Admirals      | 4                     |                       |                       |  |  |                   |                   |                   |
| E4                       | Kalamazoo Wings          | 2                        |    |                         |                       |                       |                       |  |  |                   |                   |                   |

## Vergebene Trophäen

### Mannschaftstrophäen
| Auszeichnung                                          | Team                 |
| ----------------------------------------------------- | -------------------- |
| Turner Cup Gewinner der IHL-Playoffs                  | Muskegon Lumberjacks |
| Fred A. Huber Trophy Bestes Team der regulären Saison | Muskegon Lumberjacks |

### Individuelle Trophäen
| Auszeichnung                                                                   | Spieler         | Team                    |
| ------------------------------------------------------------------------------ | --------------- | ----------------------- |
| James Gatschene Memorial Trophy MVP der regulären Saison                       | Dave Michayluk  | Muskegon Lumberjacks    |
| Leo P. Lamoureux Memorial Trophy Bester Scorer                                 | Dave Michayluk  | Muskegon Lumberjacks    |
| Governor’s Trophy Bester Verteidiger                                           | Randy Boyd      | Milwaukee Admirals      |
| James Norris Memorial Trophy Torhüter mit den wenigsten Gegentoren             | Rick Knickle    | Fort Wayne Komets       |
| Garry F. Longman Memorial Trophy Bester Rookie                                 | Paul Ranheim    | Salt Lake Golden Eagles |
| Ken McKenzie Trophy Bester US-amerikanischer Rookie                            | Paul Ranheim    | Salt Lake Golden Eagles |
| Commissioner’s Trophy Bester Trainer                                           | Blair MacDonald | Muskegon Lumberjacks    |
| Commissioner’s Trophy Bester Trainer                                           | Phil Russell    | Muskegon Lumberjacks    |
| Ironman Award Spieler mit allen Saisoneinsätzen und beständig hohen Leistungen | Michel Mongeau  | Flint Spirits           |
| Norman R. „Bud“ Poile Trophy MVP der Turner-Cup-Playoffs                       | Dave Michayluk  | Muskegon Lumberjacks    |